# Мартин Волфрам
Мартин Волфрам (Дрезден, 29. јануар 1992) професионални је немачки скакач у воду који се такмичи у обе дисциплине у скоковима са даске, као и у скоковима са торња. 
Као јуниор 2007. је освојио титуле европског првака у скоковима са даске са висине од једног метра и синхронизованим скоковима са 3 метра, те бронзу у скоковима са торња. 
Био је део олимпијског тима Немачке на Олимпијским играма 2012. у Лондону, те на Играма 2016. у Рио де Жанеиру. Током финала такмичења у скоковима са торњу у Лондону доживео је тежу повреду рамена. У Рију је заузео 5. место у финалу појединачних скокова са торња са укупно 492,90 освојених бодова.
Европски је првак у појединачним скоковима са торња из 2015, а власник је и европског сребра у скоковима са једнометарске даске са првенства 2013. године. 